# Calle de los Milaneses
La calle de los Milaneses es una breve y antigua vía urbana del Madrid de los Austrias entre el barrio de Sol y el de Palacio. Sale de la Calle Mayor y subiendo en dirección norte termina en la calle de Santiago. Debe su nombre, al parecer, a unos relojeros milaneses que instalaron en ella su negocio en el siglo xvii.

## Historia
Abierta sobre la línea de la muralla medieval de Madrid, aparece sin nombre en el plano de Teixeira (1656) y con el de los Milaneses en el plano de Espinosa (1769). Por su parte, Mesonero Romanos sitúa en la embocadura de la que más tarde sería esta calle la antigua puerta de Guadalaxara, desaparecida en 1582.
El estudio urbano de Hilario Peñasco y Carlos Cambronero anota la existencia de construcciones particulares desde 1777. Otro cronista, Pedro de Répide, recoge la noticia de que los relojeros en ella instalados fueron «los primeros que hicieron relojes de bolsillo» (se supone que en Madrid), y que su establecimiento traspasado a lo largo de los años, fue tienda de relojería de Ramón Durán, artífice del reloj de la torre del convento de San Gil, junto a Palacio. Otro comercio importante de la calle fue la ‘platería de los Luceros’, gremio familiar perteneciente a la cofradía de Nuestra Señora de la Esperanza, fundadores al parecer del Montepío de plateros en la vecina parroquia de Santiago.

### Ícaro en una azotea

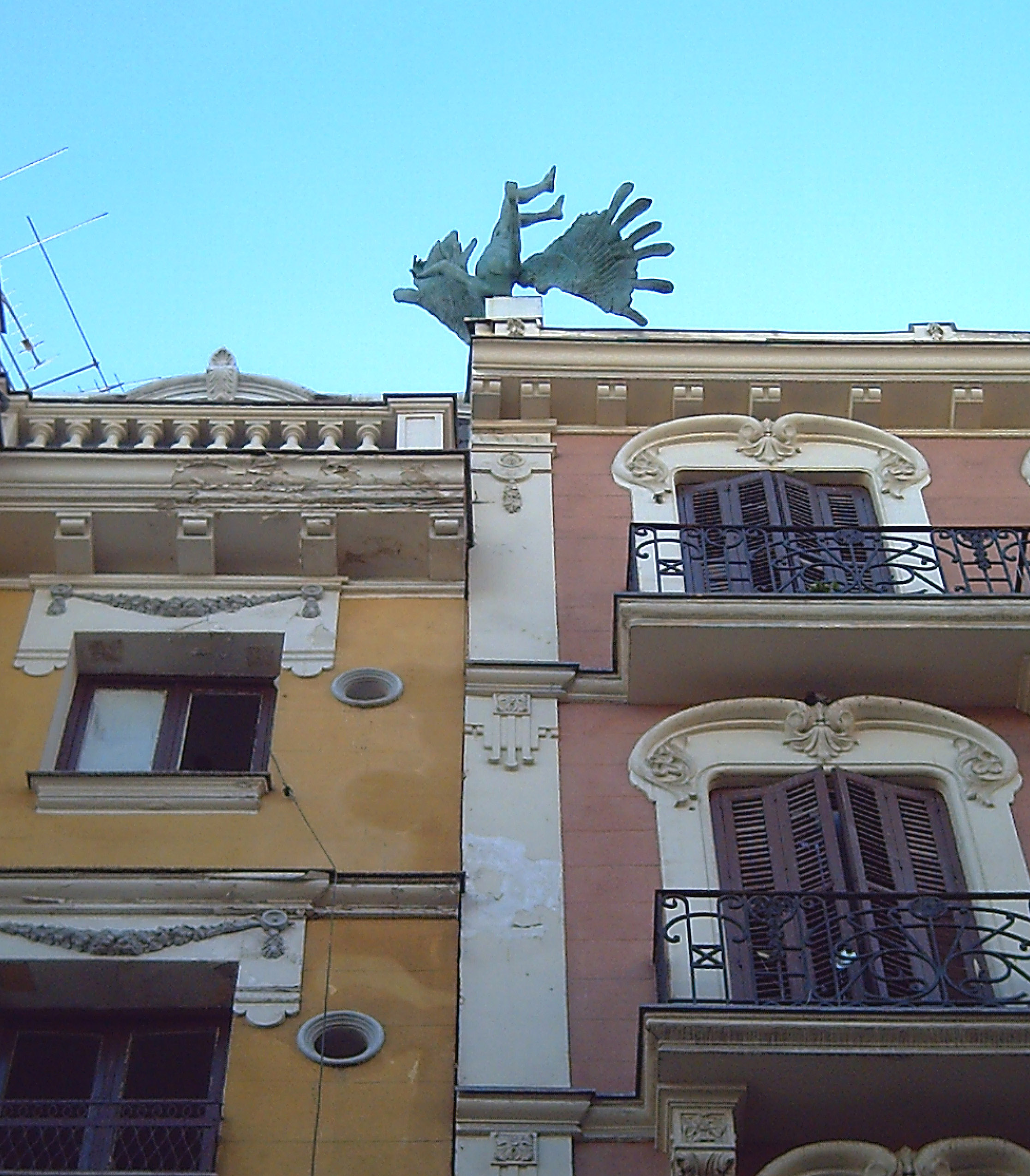
Detalle de la escultura que corona el edificio del n.º 3 de la calle de los Milaneses.

Desde 2007 se encuentra instalada en la azotea del vetusto edificio de número 3 de este calle, una escultura titulada Accidente aéreo, que según su autor, Miguel Ángel Ruiz Beato, es un aviador antiguo, que «pudiera tener que ver con una mitología diferente de la que estamos habituados, su identidad es algo abierto».